# Svein Tuft
Svein Tuft (født 9. maj 1977 i Langley, Canada) er en professionel canadisk cykelrytter, der kører for det professionelle cykelhold Human Powered Health. 
Han er blevet canadisk mester i enkeltstart på landevej i 2004, 2005, 2006 og 2008. Også internationalt har han vist flotte resultater på enkeltstarter. Han kom på 7. pladsen ved de olympiske mesterskaber i enkeltstart ved OL i Beijing 2008 og vandt sølv ved VM i enkeltstart 2008.